# Kirinyaga Linea
La Kirinyaga Linea è una struttura geologica della superficie di Rea.